# TV 1893 Neuhausen
Il Turnverein 1893 Neuhausen è una squadra di pallamano tedesca avente sede a Metzingen.

## Storia
È stata fondata nel 1893.
Disputa le proprie gare interne presso la Paul Horn-Arena di Tubinga la quale ha una capienza di 2.348 spettatori.